# این گیو جین
این گیو جین (کره‌ای: 인교진؛ زادهٔ ۲۹ اوت ۱۹۸۰) بازیگر اهل کره جنوبی است. او به خاطر ایفای نقش مکمل در مجموعه‌های تلویزیونی مختلفی شناخته می‌شود.

## فیلم‌شناسی

### مجموعه تلویزیونی
| سال       | عنوان                   | نقش                      | توضیحات                 |
| --------- | ----------------------- | ------------------------ | ----------------------- |
| ۲۰۰۰      | مادام‌العمر در کشور      | جه دونگ                  |                         |
| ۲۰۰۱      | سه دوست                 | پیشخدمت رستوران          | حضور افتخاری            |
| ۲۰۰۱      | چگونه باید باشم؟        | مین سو                   |                         |
| ۲۰۰۱      | می‌خواهم چهره‌ات را ببینم |                          |                         |
| ۲۰۰۳      | دراما سیتی: A Windy Gen | جونگ هاک                 |                         |
| ۲۰۰۳      | پری و کلاهبردار         | گو مین سانگ              |                         |
| ۲۰۰۵      | تیفون ان تابستان        |                          |                         |
| ۲۰۰۶      | چقدر عشق                | اوه سو چول               |                         |
| ۲۰۰۸      | خواهر بزگتر ئه‌جا، مین‌جا | پارک ها جین              |                         |
| ۲۰۰۹      | ملکه سوندوک             | کیم یونگ چون             |                         |
| ۲۰۱۱      | بزرگترین عشق            | شوهر هان می نا           |                         |
| ۲۰۱۱      | میس آجوما               | لی بیونگ چول             |                         |
| ۲۰۱۱      | اگر فردا بیاید          | لی سونگ ریونگ            |                         |
| ۲۰۱۲      | هپی اندینگ              | لی سونگ هون              |                         |
| ۲۰۱۲      | من به عشق نیاز دارم ۲   | هان جونگ مین             |                         |
| ۲۰۱۲      | دکتر اسب                | کوان سوک چول             |                         |
| ۲۰۱۳      | هور جون، داستان اصلی    | شاهزاده گوانگ‌هه          |                         |
| ۲۰۱۳      | آقای دکتر               | شوهر لی سو جین (قسمت ۱۲) |                         |
| ۲۰۱۳      | در انتظار عشق           | دوست‌پسر سابق جو یون ئه   | حضور افتخاری            |
| ۲۰۱۳      | بیشتر و بیشتر           | ته وون                   |                         |
| ۲۰۱۴      | بانوی مجرد حیله‌گر       | مرد در برنامه تلویزیونی  | حضور افتخاری (قسمت ۱)   |
| ۲۰۱۴      | اشک‌های بهشت             | جین هیون وونگ            |                         |
| ۲۰۱۴      | تولد یک زیبا            | گیو جی هون               |                         |
| ۲۰۱۵      | گریه یک زن              | هوانگ کیونگ چول          |                         |
| ۲۰۱۵      | تشویق کن                | ایم سو یونگ              |                         |
| ۲۰۱۶      | بکی برگشته              | هونگ دو شیک              |                         |
| ۲۰۱۶      | غریبه شیرین و من        | پزشک اورژانس             | حضور افتخاری (قسمت ۱–۲) |
| ۲۰۱۶      | دارودسته                | خودش                     | حضور افتخاری (قسمت ۶)   |
| ۲۰۱۶      | آه گوم‌بی من             | صاحب تعمیرگاه خودرو      | حضور افتخاری            |
| ۲۰۱۷      | بانوی عالی              | هونگ سام گیو             |                         |
| ۲۰۱۷      | مبارزه برای راهم        | کیم این گیو              | حضور افتخاری            |
| ۲۰۱۷      | شعبده بازان             | جو سانگ مو               |                         |
| ۲۰۱۸      | حس خوب برای مردن        | کانگ این هان             | [ ۲ ]                   |
| ۲۰۱۸      | پس از باران             | کانگ سو                  | درام تک قسمتی           |
| ۲۰۱۹      | خنده در وایکیکی ۲       | کواک ها نی               | حضور افتخاری (قسمت ۵)   |
| ۲۰۱۹      | کشور من                 | پارک مون بوک             |                         |
| ۲۰۱۹      | وقتی کاملیا شکوفا می‌شود | هوانگ دو شیک             | حضور افتخاری (قسمت ۲۶)  |
| ۲۰۲۰–۲۰۲۱ | داستان عشق خانگی        | کیم کواک سه              |                         |
| ۲۰۲۱      | دهکده ساحلی چاچاچا      | جانگ یونگ گوک            | [ ۴ ]                   |
| ۲۰۲۲      | لاو آل پلی              | جو سانگ هیون             | [ ۵ ]                   |
| ۲۰۲۳      | مهمانسرای رمانتیک مخفی  | یوک هو                   | [ ۶ ]                   |